# 衰仔擦膠
《衰仔擦膠》是日本漫畫家村瀨範行的漫畫作品，小學館出版，於小學館漫畫雜誌《快樂龍》和《別冊快樂龍》連載，獲得第53回兒童向部門小學館漫畫賞。由小學館製作的電視動畫，於2010年1月11日播放。

## 登場角色
膠碎仔（聲：岩田光央）

## 外部連結
- （日語）快樂龍官方網站